# Гезель (должность в Российской империи)
Гезе́ль (от нем. Geselle — подмастерье, товарищ) — в Российской империи с XVI по XIX век должность помощника аптекаря или врача.

## История и описание должности
Звание «гезель» (лат. Pharmacopoei Axiliarius) давалось выпускникам европейских высших учебных заведений, которые после окончания университетского курса, по сумме освоенных знаний не были способны сдать экзамены на более высокое медицинское звание, однако свод законов Российской Империи предусматривал процедуру для их дальнейшего профессионального роста.
В Россию вместе с докторами и лекарями приезжали их помощники — гезели, которых было немало. Они стали исполнять определённые обязанности при иностранцах-медиках, они стали различаться по принадлежности к определённой деятельности: гезели аптекарские и гезели лекарские (докторские).
Регламент об управлении Адмиралтейством и верфью предписывал в портовом госпитале нахождение двух гезелей при каждом лекаре.
После учреждения в 1797 году Врачебных управ в Российской империи звание гезеля можно было получить (с 1799 года) только пройдя соответствующую экзаменовку в подразделениях Врачебной управы по фармации и практической химии (в лаборатории местного университета или другого медицинского заведения). Обязательным стало знание (кроме русского и латыни) немецкого или французского языка.
18 декабря 1845 года было установлено правилами, чтоб аптекарские ученики сдавали экзамены на звание гезеля в местных университетах и других высших учебных заведениях медицинского профиля. Студент должен был знать:
- Аптекарский устав.
- Переводы текстов по фармакопее.
- Латынь и другие языки, чтобы с легкостью прочитывать предписания и рецепты докторов и лекарей.
- Как определять по внешним признакам аптекарские материалы.
- Как распознавать и описывать ядовитые вещества.
- Дозы лекарственных средств.
- Как приготавливать лекарства.

Гезели могли поступать без экзаменов во врачебно-учебные заведения. Гезели, обучавшиеся за казенный счет, могли оставить свою должность и сменить профессию только уехав из России.
Служившие в казенных аптеках гезели имели право на личное почетное гражданство. По высочайше утверждённому Положению о классах медиков, ветеринаров и фармацевтов гезели относились к XIV классу.
В 1838 году в Российской империи были учреждены Военно-фельдшерские школы, которые стали выпускать специалистов, занимавших низшие медицинские должности как на гражданской, так и на военной службе. Фельдшера почти полностью совпадали по своему назначению, функциям и социальному статусу с гезелями, и последние постепенно в течение XIX века были заменены новым чином.

## Докторский гезель
С 20 сентября 1789 года по Аптекарскому уставу на должность гезеля мог быть принят испытуемый только после одобрения комиссии Медицинской коллегии или лично штадт-физиком.
Обязанности помощника врача:
- Дежурство в госпитале по графику, установленному главным лекарем.
- Выполнение медицинских процедур по предписанию врача.

## Аптекарский гезель
По уставу к аптеке могло быть приписано один или два гезеля. В мелких административных пунктах гезели могли самостоятельно управлять аптекой по исполнению 25 лет.
Обязанности помощника аптекаря:
- Чтение рецептов и выдача лекарств по ним
- Помощь в изготовлении препаратов.